# Hrabstwo Harvey

Piramida wieku hrabstwa

Hrabstwo Harvey – hrabstwo położone w USA w stanie Kansas z siedzibą w mieście Newton. Założone 7 marca 1872 roku.

## Miasta
- Newton
- Hesston
- Halstead
- Sedgwick
- North Newton
- Burrton
- Walton

## Sąsiednie Hrabstwa
- Hrabstwo Marion
- Hrabstwo Butler
- Hrabstwo Sedgwick
- Hrabstwo Reno
- Hrabstwo McPherson